# 낸시 랭
낸시 랭(Nancy Lang, 한국명: 본명: 박혜령, 1976년 3월 11일 ~ )은 한국계 미국인 행위예술가이자 팝 아티스트이다.

## 학력
- 압구정초등학교 졸업
- 신구중학교 전학
- 필리핀국제학교 졸업
- 홍익대학교 대학원 서양화과 미술학과 석사
- 홍익대학교 서양화과 졸업

## 경력
- 2014년 서울특별시 청소년 심리지원 홍보대사
- 2013년 국제아동돕기연합 홍보대사
- 랭샵 대표이사
- 2012년 헤어브랜드 '낸시랭 라' 론칭
- 2009년 제1회 세계솔로걷기축제 홍보대사
- 2006년 동아백화점 수성점 아트디렉터
- 2005년 쌈지 아트디렉터

## 수상
- 2015년 머슬마니아 유니버스 세계대회 선발전 여자 클래식부문 우승

## 약력

### 학창 시절
1976년 3월 11일 대한민국 서울특별시 또는 1979년 3월 11일 미국 뉴욕 시 출생이라는 두가지 설이 존재한다.
원인과 사유는 분명히 알려져 있지 않으나 학창 시절에는 대한민국과 미국의 복수 국적을 가지고 있었으며, 필리핀의 마닐라 국제학교(Brent International School, Manila)를 졸업하고 홍익대학교 미술대학 서양화과를 재외국민 특례입학으로 입학하여, 동 대학교 서양화과 대학원을 졸업하였다. 성인이 된 후 자신의 한국 국적을 포기하였다.

### 예술 활동
1996년에 팝 아티스트로 첫 입문하여 이후 2003년 베니스 비엔날레에 참가해 산 마르코 성당 앞에서 속옷 바람으로 바이올린을 연주해 화제가 되었다. 작품명은‘초대받지 않은 꿈과 갈등: 터부 요기니 시리즈’라는 퍼포먼스프로젝트를 선보이며 공식적으로 데뷔했다. 같은 해 워너뮤직의 의뢰로 록그룹 린킨 파크와 공동작업을 하였고 이후 뉴욕의 타임스퀘어와 쌈지 등 여러 그룹의 아트디렉터로 활동했으며 개인전 및 다수의 기획전과 그룹전에 참여했다.
2010년 6월에는 영국 런던에서 엘리자베스 2세의 생일 퍼레이드에 맞춰 "거지 여왕" 복장으로 런던 시내 곳곳을 누비며 퍼포먼스를 벌였다. 낸시 랭은 퍼포먼스에 앞서 "거지 여왕"이라는 도발적인 슬로건을 통해 신자유주의 시대의 계급, 개인과 국가의 경계에 대한 질문을 던지고 싶다며 프로젝트의 의도를 밝혔다.
같은 해 7월 8일 서울 남대문로에 있는 YTN 본사에서 YTN 낮 종합뉴스 프로그램인 《뉴스&이슈》에 출연하여, 생방송 도중 돌출행동으로 앵커들은 물론 제작진을 당황케 했다. 이후 각종 인터뷰 커뮤니티 사이트에서는 "낸시랭 YTN 앵커 능욕"이라는 제목의 동영상이 네티즌 사이에서 화제로 떠올랐다. 네티즌들은 "앵커 어떡해...지못미(지켜주지 못해 미안해)" "의도된 건지 아닌지는 모르겠지만 뉴스보면서 웃은 것 처음이다" 등의 반응을 보였다.

### 기업 활동
2012년 7월 라하코리아의 대표이사로 취임하면서 헤어토탈브랜드 랭샵을 운영하였으나, 2013년 8월 22일 공식 홈페이지에 공지와 함께 랭샵을 폐쇄하였다. 랭샵은 낸시 랭이 대표로 있는 라하코리아의 화장품 브랜드이기도 하다.

### 의혹 및 논란
2012년 4월 낸시 랭과 시사평론가 변희재가 온라인 채널 인사이트 TV의 '3분토론'에 출연하여 논쟁을 벌인 이후, 변희재는 2013년 4월부터 낸시 랭의 여러 발언들에 대한 진위 의혹을 집중 제기하였다. 이에 대해 낸시 랭이 제기한 손해배상 청구 소송에서 변희재는 낸시 랭에게 500만원을 배상하라는 판결을 받았다.

#### 가족사 진위 논란
먼저 낸시 랭 아버지의 생존 여부가 논란이 되었다. 그간 낸시 랭은 방송 및 언론에서 자신의 아버지가 교통사고로 사망했다고 밝혀왔기 때문이다. 2013년 1월 낸시 랭은 이데일리와의 인터뷰에서 '대학원 졸업할 당시 아버지를 교통사고로 보냈고, 17년 동안 암 투병하시던 어머니는 지난 2009년 2월 세상을 떠났다. 외할머니마저 그 후로 1년 뒤 돌아가셨다.'라고 밝힌 바 있다. 그러나 변희재는 동년 4월 16일 낸시 랭의 아버지 박상록은 생존해 있으며, 2012년 3월 종로에서 공연을 했다는 주장을 트위터에 올려놓은 데 이어 "대학원 졸업 후 교통사고로 돌아가셨다는 낸시 랭의 부친 박상록의 2011년 안산 자원봉사 공연이다. 인간성 좋기로 유명한 분이다. 하여간 한국에 팝을 최초로 보급하고, 인성 좋아 후배 가수들 챙기는 걸로 유명한 분"이라며 관련 동영상을 공개하면서 논란을 일으켰다.
이후 관련 언론사들은 부친 생존설이 사실로 확인되었다며 정정 보도문을 발표하였고, 이후 낸시 랭 본인도 가수 박상록이 아버지라고 사실상 인정하였다. 박상록의 최측근의 증언에 의하면, 낸시 랭은 아버지의 소재가 확인되기 전까지 실제로 아버지가 죽은 것으로 알고 있었다고 한다.
강원도 속초시에 칩거하고 있던 박상록은 이후 자신의 가까운 후배와 함께 e뉴스24와의 인터뷰를 통해 가족사, 자신과 낸시 랭과의 관계, 대중의 오해에 관하여 해명하고 자신의 입장을 밝혔다.

#### BBC 초청 주장 진위 논란
2013년 4월 19일 언론 인터뷰에서 그는 BBC 방송의 초청을 받았다고 밝혔다. 그러나 5월 초 변희재는 전화 확인 결과 낸시 랭이 영국 BBC 방송의 초청을 받은 일이 없다고 주장하고, 이를 보도한 언론사를 언론중재위원회에 중재 신청하였다.
이후 낸시 랭의 주장을 보도하였던 언론사들은 "BBC가 낸시 랭을 초청한 사실이 없음을 확인하였다"고 밝히고 이에 대한 정정 보도를 발표하였다.

#### 출생년도 및 출생지 논란
낸시 랭 본인은 자신이 1979년 미국 뉴욕 출생이라고 주장해 왔고 대한민국의 주요 포털사이트 프로필에도 1979년 미국 출생으로 되어 있으나 가수 박상록의 누이(낸시 랭에게는 고모)는 그녀가 1976년 대한민국 서울 출생이라고 주장하고 있다고 하며, 변희재는 1976년 서울 출생으로 되어있는 낸시 랭의 석사 논문 표지와 '박혜령'이라는 그녀의 한국 이름으로 기재된 졸업사진 및 1989년도 서울 구정초등학교 졸업 앨범 표지를 공개하면서 출생년도와 출생지를 속인 것이 아니냐는 의혹을 제기하였다.
2013년 5월 21일, 대한민국의 연예 언론사 e뉴스24는 최측근과의 인터뷰 및 자체 조사를 통해 낸시 랭은 1976년생이 맞으나 그 동안 나이를 속여온 것으로 확인되었다고 보도하였으며, 대한민국의 다른 언론사에서도 이를 사실로 단정하지 않을 뿐 공식 나이의 진위 여부에 대해 조심스럽게 의혹을 제기하는 등 논란이 계속되었다. 그러나 낸시 랭은 현재까지 이에 대한 직접적인 언급을 하지 않고 있다.

#### 랭샵 폐쇄 공지 논란
2013년 8월 22일 랭샵 폐쇄와 함께 홈페이지에 올린 공지에서 낸시 랭은 “변모와 일베들의 저에 대한 악의적인 신상털이와 음해로 인해 직원들까지 개인신상이 주변에 알려지고 있다”며 회사로 전화가 와서 낸시랭에 대한 욕설을 하는 등, 고통을 겪고 있다고 주장했다.
이에 대해 변희재는 8월 21일 자신의 트위터에 "미디어워치와 일베에서 전화 빗발쳐서 랭샵 문 닫는다는 낸시랭, 경찰 고소해주면, 경찰이 알아서 다 통화 내역 검토해줄 겁니다. 이미 낸시랭의 거짓말로 여러 언론사가 정정보도를 하는 수모를 당했는데 또 낸시랭의 거짓말 그대로 보도하는 기자는 공범으로 간주, 언중위 절차없이 그냥 낸시랭과 똑같이 형사고소로 갑니다"며 낸시 랭을 맹렬히 비난했다.

#### 낸시 랭 종북 주장 발언
변희재는 낸시 랭에 대해서 종북이라고 주장하여 논란이 되었다. 그는 '사람 하나의 머리와 양심을 재단하지 말고, 밖으로 드러난 노선과 정치적 행위와 발언만 갖고 세력을 판단해야 한다'며 정치적 세력으로서의 종북 세력의 개념을 주장했다. 이에 이후 낸시 랭은 CBS 라디오 '시사자키 정관용입니다'에 출연했을 때 종북에 관한 물음에 대해 '그게 뭔지 모르겠다.'고 답하고, 이 날 방송에서'얼마나 주목받고 싶고 뜨고 싶으면 저를 보고 종북주의자라고 말하겠느냐'고 답했다.

#### 결혼 및 이혼
2018년 왕진진(본명 전준주)과 결혼하였으나 해당 인물은 폭력행위 등으로 징역 6년형을 선고받은 자라 대중에 주목을 받으며 회자되었다. 결국 결혼생활 2년 9개월만에 이혼하였다.

## 대표 작품

### 도서
- 《아티스트 낸시 랭의 비키니 입은 현대미술》 (랜덤하우스코리아) (2006년 4월 28일 ISBN 89-5986-656-3)
- 《엉뚱발랄 미술관 - 얼굴편 (양장)》- 공동저자 (박영북스) (2009년 1월 3일 ISBN 978-89-7189-902-1)
- 《난 실행할거야》(사문난적) (2010년 9월 29일 ISBN 978-89-94122-17-5)
- 《아름다운 청춘(설렘과 시련을 안고 이 시대를 살아가는 청춘들에게)》- 공동저자 (작가와비평) (2012년 5월 14일 ISBN 978-89-9719-031-7)

### 전시회
- 플라이 미 투 더 파라다이스(Fly me to the paradise) 전시회(덕원 갤러리)
- 에너지 플로우(Energy flow) 전시회(관훈 갤러리)
- 한국 현대 미술 10일장
- 2003년 서울 국제 아트 페어(이상 예술의 전당.)
- 언노운 나이트 위드 낸시 랭(Unknown Night with Nancy Lang) 전시회
- 터부요기니 시리즈(Taboo Yogini Series ; 갤러리 드 맹)
- 아티스트 낸시 랭의 비키니 입은 현대미술(갤러리 쌈지)
- 캘린더걸 전시회(장은선 갤러리)

### 연극
- 버자이너 모놀로그 (충무로 충무아트홀) - 첫 데뷔작

## 방송
- KBS 《인간극장》 《미워할 수 없는 그녀 낸시랭》(2006)
- 올리브 《늑대들의 진실토크》 (2007)
- Y-Star 《낸시랭의 S》 (2007)
- KBS 《재미있는 TV 미술관》 (2007~2009)
- KBS 《이금희의 파워 인터뷰》 (2007)
- 온 스타일 《싱글즈 인 서울 3_콘트라 섹슈얼》 (2008)
- MBN 《박경철의 공감 60분》 (2009~2010)
- Mnet 《트랜드 리포트 필 시즌3》 (2008)
- CTS 기독교TV 《낸시랭의 하와유》 (2008)
- CJ홈쇼핑 《낸시랭의 더 시크릿》 (2009)
- SBS E!TV 《초건방》 (2009)
- SBS 《강심장》 (2009)
- SBS 《놀라운 대회 스타킹》 (2009)
- QTV 《순위 정하는 여자》 (2009~2010)
- KBS2 《출발 드림팀 시즌2》 (2010)
- OBS 《꿈꾸는 U》 (2010~2011)
- SBS 《생방송 투데이》 (2011)
- 온게임넷 《슈퍼 앱 코리아》 (2011)
- 패션N 《사심연구소》 (2012)
- MBN 《숫자쇼!! NO.5》 (2012)
- TV조선 《노코멘트》 (2012)
- QTV 《다이아몬드 걸》 (2012)
- tvN 《SNL코리아》 (2013)
- Mnet 《방송의 적 이적쇼》 (2013)
- XTM 《탑 기어 코리아 시즌 4》 (2013)
- E채널 《용감한 기자들》 (2013)
- CBS 《낸시랭의 신학펀치》 (2014 ~ 2015)
- QTV 《옷장의 요정》 (2014)
- ETN 《미녀들의 시크릿 노트》 (2014)
- TV조선 《스타다큐 마이웨이》 (2021.1.24)

## 같이 보기
- 행위 예술
- 박상록
- 변희재

## 참조
1. ↑  “낸시랭, 친부 문제에 이어 '거짓 나이' 논란까지..”. 동아닷컴. 2013년 5월 21일. 2017년 8월 21일에 확인함.
2. ↑  “낸시랭, 나이 논란에 “나이 잊고 살아” 회피”. 동아일보. 2013년 5월 30일. 2017년 8월 21일에 확인함.
3. ↑  “낸시랭 "강용석 의원님 청와대 앞에서 애국가 함께 불러요”. 중앙일보. 2012년 3월 12일.
4. ↑  피플Q - 낸시랭,4차원 세계를 말하다 : 아티스트 낸시랭은?(스포츠동아 2010년 4월 5일자)
5. ↑  “낸시랭, 英서 쫓겨날 뻔 (스포츠동아 2010년6월22일자)”. 2015년 7월 1일에 원본 문서에서 보존된 문서. 2011년 8월 6일에 확인함.
6. ↑  낸시 랭 英서 '거지여왕' 퍼포먼스 (머니투데이 스타뉴스 2010년6월22일자)
7. ↑  낸시 랭 '앵커 능욕(?) 사건' 어떤 방송 이었길래 (마이데일리 2010년 7월 9일자)
8. 1 2  낸시랭, 자신의 이름 건 ‘랭샵’ 접는다 “변모와 일베의 음해 때문” 마이데일리 2013.08.22
9. ↑  경향신문 11월 28일 기사 "낸시랭, 변희재 상대 소송서 일부 승소"
10. ↑  [이 사람] 뇌가 섹시한 낸시랭, "천재란 소문, 들어보셨죠?" 이데일리 2013.01.14
11. ↑  변희재, "낸시랭 부친 멀쩡히 살아 있는데" 패륜 논란 보관됨 2025-01-10 - 웨이백 머신 뉴스24 2013.04.16
12. 1 2  "BBC, 낸시랭 초청 '퍼포먼스' 전면 취소"보도관련 정정보도문 노컷뉴스 2013.08.14
13. 1 2  낸시랭, BBC로부터 행사초청 받은 사실 없는 것으로 밝혀져 뉴스엔 2013.08.14
14. ↑  낸시랭, ‘아버지 박상록’ 포털 사이트 프로필 정정 마이데일리 2013-04-19
15. 1 2  “박상록 “내 딸 낸시랭, 더 이상 상처주지 말라””. enews24. 2013년 5월 10일. 2013년 6월 23일에 원본 문서에서 보존된 문서. 2013년 5월 10일에 확인함.
16. ↑  7월 31일 바로잡습니다 한겨레신문 2013.07.30
17. ↑  낸시랭, BBC로부터 행사초청 받은 사실 없는 것으로 밝혀져 보관됨 2013-10-16 - 웨이백 머신 조선일보 2013.08.14
18. ↑  “고모의 폭로 "낸시랭, 미국 유학 간 적도 없다!"”. 뉴데일리. 2013년 4월 19일.
19. ↑  “낸시랭, '석사논문에는 76년 서울출생, 회사 등기부등본에는 미국인으로 표기'”. 미디어워치. 2013년 4월 23일.
20. ↑  변희재 '낸시랭 실제나이' 뭐가 충격?‥"나이 안속인게 뉴스" 한국경제 2013.05.21
21. ↑  “낸시랭, 나이 거짓말 드러나… ‘76년 생 확인, 나이논란 종지부’'”. enews24. 2013년 5월 21일 09:13. 2015년 6월 20일에 원본 문서에서 보존된 문서. 2013년 5월 21일에 확인함.
22. ↑  “낸시랭 실제 나이 의혹…“측근, ‘79년생 아닌 76년생이다’ 주장””. 강원일보. 2013년 5월 21일.
23. ↑  “낸시랭 실제나이 알고보니 79년생 아닌 76년생? 대체 무엇이 진실?”. SBS. 2013년 5월 21일. 2015년 6월 20일에 원본 문서에서 보존된 문서. 2013년 5월 21일에 확인함.
24. ↑  낸시랭 “일베 등 음해” 랭샵 폐쇄 주장에 변희재 반박 뉴스엔 2013.08.23
25. ↑  낸시랭, 변희재 종북 발언에 "변 오빠 트라우마 이 정도인 줄 몰랐다" | 경인일보